# Stopplaats Nieuwe Wetering
Nieuwe Wetering is een voormalige stopplaats aan de Spoorlijn Hilversum - Lunetten tussen Utrecht Lunetten en Hilversum. De stopplaats was geopend van 10 juni 1874 tot 15 mei 1928.
0: Hilversum ·
1: Hilversum Sportpark ·
6: Hollandsche Rading ·
8: Maartensdijk ·
10: Nieuwe Wetering ·
12: Groenekan West ·
Blauwkapel ·
15: Utrecht Biltstraat · 
16: Utrecht Maliebaan ·
18: Utrecht Lunetten